# НХЛ в сезоне 1968/1969

## События
- 4 июня 1968 года. Берни «Бум Бум» Жеффрион был назначен новым старшим тренером «НЙ Рейнджерс», заменив на этом посту Эмиля Фрэнсиса, оставшегося генеральным менеджером клуба.
- 12 июня 1968 года. «Сент-Луис Блюз» приобрели голкипера-ветерана Жака Планта, забрав его из «НЙ Рейнджерс» с внутреннего драфта (прообраз вейвер-драфта) НХЛ.
- 5 декабря 1968 года. Голкипер-новичок «Монреаль Канадиенс» Тони Эспозито сыграл свой первый матч в НХЛ, «Бостон» — «Монреаль» 2:2.
- 2 марта 1969 года. Фил Эспозито (Бостон), забросив две шайбы в матче против «Питтсбурга» (4:0), стал первым хоккеистом в истории НХЛ набравшим в одном сезоне 100 очков.
- 20 марта 1969 года. Бобби Орр (Бостон) забил 21 гол в сезоне в поединке против «Чикаго Блэкхокс» 5:5, установив тем самым новый рекорд НХЛ для защитников. Прежний показатель в 20 шайб был установлен Флэшом Холлетом из «Детройта» в 1944-45 гг. В том же матче Бобби Халл (Чикаго) забросил 55 шайбу в сезоне, что также стало новым рекордом лиги.

## Регулярный сезон

### Обзор
В 52-м сезоне НХЛ наконец-то рухнула высота в 100 результативных очков. Сразу три хоккеиста покорили этот рубеж. Лучшим стал Фил Эспозито из Бостон Брюинз, набравший 126 очков. Вторым со 107 очками стал Бобби Халл, установивший новый рекорд в 58 заброшенных шайб, и третьим 40-летний Горди Хоу — 103 очка.
Победитель в Восточном дивизионе был выявлен лишь на последней неделе сезона, когда Монреаль Канадиенс с тренером-новичком Клодом Руелом сумели обойти Бостон Брюинз.
На Западе Сент-Луис Блюз, в составе которых ярко играл Ред Беренсон, а также вратари-ветераны Жак Планте и Гленн Холл, на много оторвались от других клубов.
В финале Кубка Стэнли встретились именно Монреаль Канадиенс и Сент-Луис Блюз и победа снова осталась за «Канадиэнс».

### Турнирная таблица
| #                  | Команда              | Игр | В  | Н  | П  | ШЗ  | ШП  | Очки |
| ------------------ | -------------------- | --- | -- | -- | -- | --- | --- | ---- |
| Восточный дивизион |                      |     |    |    |    |     |     |      |
| 1                  | Монреаль Канадиенс   | 76  | 46 | 11 | 19 | 271 | 202 | 103  |
| 2                  | Бостон Брюинз        | 76  | 42 | 16 | 18 | 303 | 221 | 100  |
| 3                  | Нью-Йорк Рейнджерс   | 76  | 41 | 9  | 26 | 231 | 196 | 91   |
| 4                  | Торонто Мэйпл Лифс   | 76  | 35 | 15 | 26 | 234 | 217 | 85   |
| 5                  | Детройт Рэд Уингз    | 76  | 33 | 12 | 31 | 239 | 221 | 78   |
| 6                  | Чикаго Блэкхокс      | 76  | 34 | 9  | 33 | 280 | 246 | 77   |
| Западный дивизион  |                      |     |    |    |    |     |     |      |
| 1                  | Сент-Луис Блюз       | 76  | 37 | 14 | 25 | 204 | 157 | 88   |
| 2                  | Окленд Силс          | 76  | 29 | 11 | 36 | 219 | 251 | 69   |
| 3                  | Филадельфия Флайерз  | 76  | 20 | 21 | 35 | 174 | 225 | 61   |
| 4                  | Лос-Анджелес Кингз   | 76  | 24 | 10 | 42 | 185 | 260 | 58   |
| 5                  | Питтсбург Пингвинз   | 76  | 20 | 11 | 45 | 189 | 252 | 51   |
| 6                  | Миннесота Норт Старс | 76  | 18 | 15 | 43 | 189 | 270 | 51   |

## Плей-офф

### Обзор
В 1968 году «Сент-Луис Блюз» с большим трудом пробились в финал, выиграв свои четверть и полуфинальные серии в семи матчах. На этот раз «Блюз» оказались на голову сильнее «Филадельфии» и «Лос-Анджелеса», расправившись с каждым из своих соперников в четырёх играх.
Как и год назад в финале «Сент-Луис Блюз» пришлось скрестить клюшки с «Монреаль Канадиенс» (которые выбили из борьбы одних из главных претендентов «Бостон Брюинз») и снова победа осталась за «Канадиэнс» и снова в четырёх матчах.
Голкипер «Монреаля» Роже Вашон ограничил «Блюз» всего тремя заброшенными шайбами в четырёх матчах, а цементировавший оборону «Канадиэнс» Серж Савар стал первым защитником награждённым по итогам плей-оффа Конн Смайт Трофи.
Самым результативным хоккеистом в розыгрыше Кубка Стэнли 1969 года оказался Фил Эспозито из «Бостона», набравший 18 очков (8+10) всего в 10 матчах.

### ¼ финала
| - 2 апреля. Окленд — Лос-Анджелес 4:5 ОТ - 3 апреля. Окленд — Лос-Анджелес 4:2 - 5 апреля. Лос-Анджелес — Окленд 2:5 - 6 апреля. Лос-Анджелес — Окленд 4:2 - 9 апреля. Окленд — Лос-Анджелес 4:1 - 10 апреля. Лос-Анджелес — Окленд 4:3 - 13 апреля. Окленд — Лос-Анджелес 3:5 Итог серии: Окленд — Лос-Анджелес 3:4 | - 2 апреля. Ст. Луис — Филадельфия 5:2 - 3 апреля. Ст. Луис — Филадельфия 5:0 - 5 апреля. Филадельфия — Ст. Луис 0:3 - 6 апреля. Филадельфия — Ст. Луис 1:4 Итог серии: Ст. Луис — Филадельфия 4-0 |
| - 2 апреля. Монреаль — НЙ Рейнджерс 3:1 - 3 апреля. Монреаль — НЙ Рейнджерс 5:2 - 5 апреля. НЙ Рейнджерс — Монреаль 1:4 - 6 апреля. НЙ Рейнджерс — Монреаль 3:4 Итог серии: Монреаль — НЙ Рейнджерс 4-0 | - 2 апреля. Бостон — Торонто 10:0 - 3 апреля. Бостон — Торонто 7:0 - 5 апреля. Торонто — Бостон 3:4 - 6 апреля. Торонто — Бостон 2:3 Итог серии: Бостон — Торонто 4-0                              |

### ½ финала
| - 15 апреля. Ст. Луис — Лос-Анджелес 4:0 - 17 апреля. Ст. луис — Лос-Анджелес 3:2 - 19 апреля. Лос-Анджелес — Ст. Луис 2:5 - 20 апреля. Лос-Анджелес — Ст. Луис 1:4 Итог серии: Ст. Луис — Лос-Анджелес 4-0 | - 10 апреля. Монреаль — Бостон 3:2 ОТ - 13 апреля. Монреаль — Бостон 4:3 ОТ - 17 апреля. Бостон — Монреаль 5:0 - 20 апреля. Бостон — Монреаль 3:2 - 22 апреля. Монреаль — Бостон 4:2 - 24 апреля. Бостон — Монреаль 1:2 2ОТ Итог серии: Монреаль — Бостон 4-2 |

### Финал
- 27 апреля. Монреаль — Ст. Луис 3:1
- 29 апреля. Монреаль — Ст. Луис 3:1
- 1 мая. Ст. Луис — Монреаль 0:4
- 4 мая. Ст. Луис — Монреаль 1:2

Итог серии: Монреаль — Ст. Луис 4-0

## Статистика
По итогам регулярного чемпионата
- Очки

1. Фил Эспозито (Бостон) — 126

- Голы

1. Бобби Халл (Чикаго) — 58

- Передачи

1. Фил Эспозито (Бостон) — 77

- Штраф

1. Форбс Кеннеди (Филадельфия/Торонто) — 219

## Индивидуальные призы
| Приз                                                            | Победители                         |
| --------------------------------------------------------------- | ---------------------------------- |
| Харт Трофи (лучшему игроку сезона)                              | Фил Эспозито (Бостон)              |
| Везина Трофи (лучшему вратарю)                                  | Жак Планте, Гленн Холл (Ст. Луис)  |
| Джэймс Норрис Трофи (лучшему защитнику)                         | Бобби Орр (Бостон)                 |
| Лэди Бинг Трофи (за джентльменскую игру)                        | Алекс Дельвеккио (Детройт)         |
| Калдер Мемориал Трофи (лучшему новичку)                         | Дэнни Грэнт (Миннесота Норт Старс) |
| Конн Смайт Трофи (лучшему игроку плей-оффа)                     | Серж Савар (Монреаль)              |
| Билл Мастертон Трофи (за мастерство и преданнсость хоккею)      | Тед Хэмпсон (Оклэнд)               |
| Лестер Патрик Трофи (за выдающийся вклад развития хоккея в США) | Роберт М. Халл, Эдвард Жеремиа     |
| Арт Росс Трофи (лучшему бомбардиру)                             | Фил Эспозито (Бостон)              |